# Gongora pleiochroma
Gongora pleiochroma är en orkidéart som beskrevs av Heinrich Gustav Reichenbach. Gongora pleiochroma ingår i släktet Gongora och familjen orkidéer. Inga underarter finns listade i Catalogue of Life.